# Hérédité (film, 2018)
Pour film de 1921, voir Hérédité.
Pour plus de détails, voir Fiche technique et Distribution.
Hérédité (Hereditary), ou Héréditaire au Québec, est un drame d'horreur psychologique écrit et réalisé par Ari Aster, sorti en 2018.
Premier long-métrage du réalisateur, le film est présenté en avant-première au Festival du film de Sundance le 21 janvier 2018.

## Synopsis
Annie Graham, artiste maquettiste, vit avec son mari Steve, psychiatre, et leurs deux enfants, Peter, âgé de 16 ans, et Charlie, âgée de 13 ans. La famille se rend aux funérailles d'Ellen, la mère d'Annie, au cours desquelles celle-ci est étonnée du nombre de personnes présentes. Annie prend part à une réunion d'accompagnement du deuil où elle révèle son enfance troublée et la relation tendue qu'elle entretenait avec sa mère avant la naissance de Charlie. Pendant ce temps, Steve reçoit un appel où on l'informe que la tombe d'Ellen a été profanée, sans qu'il ne le révèle à Annie.
Peter est invité à une fête et Annie insiste pour que Charlie vienne avec lui. Lors de la soirée, Peter laisse Charlie sans surveillance et celle-ci mange une part de gâteau au chocolat sans savoir qu'il contient des noix, auxquelles elle est allergique. Charlie subit un choc anaphylactique et Peter l'emmène à l'hôpital. Sur le chemin, Charlie ouvre la fenêtre pour passer sa tête et respirer. Alors à pleine vitesse, Peter donne un coup de volant afin d'éviter le cadavre d'un cerf sur la route. Charlie est alors décapitée par un poteau téléphonique. En état de choc, Peter continue de conduire lentement et laisse le corps de Charlie à l'arrière de la voiture, qu'Annie découvre avec horreur le lendemain matin. Après la mort de Charlie, Annie est en colère contre Peter, celui-ci est traumatisé, et Steve s'efforce de garder une vie normale.
Annie se lie d'amitié avec Joan, une des membres du groupe de soutien qu'elle fréquente. Joan apprend à Annie à organiser une séance de spiritisme pour communiquer avec Charlie et convainc Annie d'y participer avec sa famille. Annie force Steve et Peter à y participer en pleine nuit et elle finit par être possédée. Peter commence à être hanté par des forces surnaturelles et Annie pense que l'esprit de Charlie est devenu vengeur. Quand elle voit dans le carnet de dessins de Charlie des croquis menaçant Peter, elle jette le carnet dans la cheminée, mais ses vêtements prennent feu jusqu'à ce qu'elle sorte le carnet des flammes.
Annie cherche dans les affaires de sa mère et découvre un album photo montrant Ellen lors d'un rite et Joan comme l'une de ses acolytes. Un autre livre décrit le démon Paimon et son souhait de s'emparer d'un corps masculin alors que son invocateur recevrait richesse et récompenses. Dans le grenier, Annie trouve le corps décapité et pourrissant de sa mère surmonté de runes occultes.
Au même moment, au lycée, Peter aperçoit Joan qui hurle des formules contre lui. En classe, Peter subit une crise de possession et finit par s'éclater la tête contre son bureau, se cassant le nez. Annie informe Steve de ses découvertes et le supplie de brûler le carnet de Charlie, ne pouvant se résoudre à se suicider. Voyant l'état de folie de sa femme, Steve refuse. Hors d'elle, Annie lui prend le carnet des mains et le jette elle-même dans les flammes de la cheminée avant de découvrir avec horreur que le corps de son mari prend alors feu. Alors que l'expression du visage d'Annie est emplie d'horreur, Paimon la possède et celle-ci retrouve une expression faciale stoïque.
En pleine nuit, Peter se réveille dans sa chambre. Il descend et trouve le corps calciné de son père sur le sol du salon. Annie, possédée, le chasse jusqu'au grenier lors d'une course poursuite. Découvrant avec horreur le rituel qui se prépare dans le grenier où il s'est réfugié, il découvre une photo de lui au milieu de quelques bougies, il lève la tête et découvre sa mère, possédée, se décapitant elle-même avec une corde à piano. Peter saute par la fenêtre avant d'être réanimé par une orbe lumineuse. Maintenant possédé, il suit le corps de sa mère jusque dans la cabane de sa sœur, où Joan et d'autres membres, ainsi que les corps décapités des femmes de sa famille, vénèrent un mannequin portant la tête de Charlie en décomposition. Joan prend la couronne et la place sur la tête de Peter, s'adressant à lui comme s'il était Charlie. Elle proclame alors que son corps féminin a été corrigé pour lui donner un hôte masculin, tandis que les disciples acclament le roi Paimon.

## Fiche technique
- Titre original : Hereditary
- Titre francophone : Hérédité
- Titre québécois : Héréditaire
- Réalisation et scénario : Ari Aster
- Musique : Colin Stetson
- Direction artistique : Grace Yun
- Décors : Richard T. Olson
- Costumes : Olga Mill
- Photographie : Pawel Pogorzelski
- Montage : Jennifer Lame et Lucian Johnston
- Production : Kevin Frakes, Lars Knudsen et Buddy Patrick
- Sociétés de production : PalmStar Media
- Sociétés de distribution : A24 (États-Unis), Metropolitan FilmExport (France)
- Pays d'origine :  États-Unis
- Langue originale : anglais
- Format : couleur - 2,35:1 - Dolby Digital
- Genre : drame familial d’horreur
- Durée : 122 minutes
- Dates de sortie :
  - États-Unis : 21 janvier 2018 (Festival du film de Sundance) ; 8 juin 2018 (sortie nationale)
  - France : 13 juin 2018
  - Suisse romande : 7 juillet 2018 (Festival international du film fantastique de Neuchâtel 2018) ; 18 juillet 2018 (sortie nationale)

- Classification :
  - États-Unis : R
  - France : Interdit aux moins de 12 ans (visa d'exploitation n°148996)

## Distribution
- Toni Collette (VF : Marjorie Frantz ; VQ : Hélène Mondoux) : Annie Graham
- Gabriel Byrne (VF : Gabriel Le Doze ; VQ : Marc Bellier) : Steve Graham
- Alex Wolff (VF : Martin Faliu ; VQ : Nicholas Savard L'Herbier) : Peter Graham
- Milly Shapiro : Charlie Graham
- Ann Dowd (VF : Anne Plumet) : Joan
- Mallory Bechtel (VF : Rebecca Benhamour) : Bridget
- Ari Aster : le commanditaire d'Annie (non crédité)[3]
- Kathleen Chalfant : Ellen Leigh (non créditée)[3]

Version française
- - Studio de doublage : Dubbing Brothers
  - Direction artistique : Danielle Perret
  - Adaptation : Déborah Perret

 Source et légende : version française (VF) sur RS Doublage ; version québécoise (VQ) sur Doublage.qc.ca

## Production

### Génèse et développement
Ari Aster, réalisateur et scénariste du film, commence sa carrière dans l'industrie du cinéma en tant qu'étudiant à la American Film Institute, où il écrit et réalise deux courts-métrages horrifiques, The Strange Thing about the Johnsons et Munchausen, grâce auxquels il est repéré par la société de production A24,. Le film est d'abord présenté comme un drame familial et non comme un film d'horreur : amateur de ce genre, Ari Aster incorpore certains des thèmes principaux de ce dernier, comme le traumatisme psychologique et le deuil, dans son scénario. Il présente comme influences principales Carrie au bal du diable et Le Cuisinier, le voleur, sa femme et son amant et interprète le film comme deux moitiés « totalement inextricables l'une de l'autre » : « Le film commence comme un drame familial et, suivant ce chemin, devient progressivement un maelstrom cauchemardesque. »,

### Attribution des rôles
Toni Collette est la première actrice à être approchée par Ari Aster. Bien qu'elle soit d'abord réticente à l'idée de jouer dans un film d'horreur, l'actrice est convaincue par l'approche du réalisateur : « Il a compris les dynamiques familiales et a vraiment saisi ce que c'est d'être humain et de faire l'expérience du deuil. »
Milly Shapiro, alors âgée de 14 ans, obtient ici son premier rôle au cinéma après avoir reçu un Tony d'honneur pour sa performance dans la comédie musicale Matilda. Ari Aster se dit soulagé après l'audition de l'actrice à cause de l'ambiguïté de la personnalité du personnage : « Je savais que les chances de trouver quelqu'un comme ça étaient très minces. »

### Tournage
Le tournage du film commence en février 2017 dans l'Utah. Les extérieurs de la maison familiale sont tournés à Summit County, la scène du cimetière à Sandy et les scènes à l'école à la West High School et à la Utah State Fairpark.
Steve Newburn, qui assistait Grace Yun et Richard T. Oslon pour la décoration, a élaboré les versions miniatures de la maison et de ses nombreuses pièces, ainsi que de sa décoration complexe et d’éléments plus détaillées tels que les petits meubles, les papiers peints et les bibelots.
Ari Aster déclare : « Alex Wolff m'avait dit de ne pas prononcer le nom de la "pièce écossaise" de Shakespeare à cause d'une superstition théâtrale. Je l'ai prononcée de manière assez suffisante et une des lumières a éclaté alors que nous filmions la scène suivante. »

### Musique
La bande originale est composée par Colin Stetson,. Nick Allen de The Hollywood Reporter note l'incorporation progressive de la trompette dans la bande originale, instrument qui annoncerait généralement l'arrivée de Paimon dans les écrits le mentionnant.

### Montage
À l'issue du premier montage, le film durait environ 3 heures. Près de 30 scènes originellement incluses dans le script ont été retirées du montage final. La plupart d'entre elles étaient censées exposer les troubles communicatifs s'installant entre les membres de la famille Graham au fil de l'histoire.
Pour la scène du dîner lors duquel Peter et sa mère se disputent violemment, le dialogue était censé se poursuivre dans la chambre parentale, puis dans celle de Peter, finissant par être consolé par son père, mais le plan-séquence a finalement été supprimé ; seule la scène où son père le console est révélée en tant que scène coupée. La décision d'avoir coupé cette séquence a finalement été, selon le réalisateur, un moyen efficace pour renforcer une tension familiale définitivement irrésolue, renforçant davantage une frustration de la part du spectateur.

## Accueil

### Sortie
Hérédité est présenté en avant-première au Festival du film de Sundance le 21 janvier 2018. La bande-annonce officielle du film est distribuée le 30 janvier 2018.
Le film est distribué le 8 juin 2018 par A24 aux États-Unis et le 13 juin 2018 par Metropolitan FilmExport en France.

### Box-office
Hérédité rapporte 44,1 millions de dollars aux États-Unis et au Canada et 38,8 millions de dollars à l'international, pour un total de 82,8 millions de dollars pour un budget de production de 10 millions de dollars.
Le film sort le même jour que Ocean's 8 et Hotel Artemis et les pronostics sont de 5 à 9 millions de dollars pour le premier week-end de distribution, à l'instar de la sortie d'autres films A24, comme The Witch en 2016 (8,8 millions) et It Comes at Night en 2017 (6 millions). Il rapporte finalement 13,6 millions de dollars et finit quatrième au box-office après une semaine de distribution derrière Ocean's 8, Solo: A Star Wars Story et Deadpool 2.
Il devient le film le plus rentable de la société A24, dépassant Lady Bird avec 78,5 millions de dollars au box-office, et ne sera détrôné qu'en 2022 avec la sortie de Everything Everywhere All at Once,.

### Accueil critique
« Avec un sérieux et un savoir-faire à vous hérisser les poils, Hérédité entre dans une fière généalogie du genre à laquelle appartiennent des pierres de touches du cinéma d'horreur américain, des monuments prestigieux et impies comme L'Exorciste ou Rosemary's Baby. Il s'agit remarquablement d'un premier long-métrage, le début d'une prometteuse carrière pour Ari Aster, dont les courts-métrages dérangeants ont tous menés, comme un tunnel vers l'au-delà, vers cette vision d'horreur. »

A.A. Dowd pour The A.V. Club
Le film reçoit une note moyenne de 87⁄100 sur une base de 49 critiques sur Metacritic et une note moyenne de 8,3⁄10 avec une appréciation de 90% sur une base de 385 critiques sur le site Rotten Tomatoes : « Hérédité utilise sa mise en place classique comme le cadre d'un film d'horreur angoissant et extraordinairement dérangeant qui nous imprègne bien au-delà du générique de fin. »
Peter Travers pour Rolling Stone donne au film une note de 3,5⁄4 et le nomme film le plus effrayant de 2018 : « Toni Collette, donnant la meilleure performance de sa carrière, nous emmène corps et âme dans la débauche d'Annie et brise ce qui reste de nos nerfs. Son tour de force nous hérisse le poil et vous fera sûrement faire des nuits blanches. Mais d'abord, vous allez hurler à vous faire exploser la tête. »
En France, le magazine Télérama compare ce film à L'Exorciste, un film majeur sur l'envoûtement, sorti 45 ans auparavant ; le magazine Les Inrockuptibles en a également fait une critique élogieuse, en annonçant que le réalisateur a effectué un brillant « exercice de style ». Même si la lenteur du film a été remarquée, le journaliste Thomas Sotinel, pour Le Monde, explique que les effets s'intensifiant petit à petit font la « force toxique » du film.

## Distinctions

### Récompenses
- Chicago Film Critics Association Awards[29] :
  - Meilleure actrice pour Toni Collette
  - Meilleur nouveau réalisateur pour Ari Aster

- Detroit Film Critics Society Awards : Meilleure actrice pour Toni Collette[30]
- Fangoria Chainsaw Awards[31] :
  - Meilleur film
  - Meilleure réalisation pour Ari Aster
  - Meilleure actrice pour Toni Collette
  - Meilleur acteur dans un second rôle pour Alex Wolff
  - Meilleur scénario pour Ari Aster
  - Meilleure mort
- Gotham Awards : Meilleure actrice pour Toni Collette[32]
- St. Louis Film Critics Association : Meilleure actrice pour Toni Collette[33]

### Nominations
- AACTA Awards : Meilleure actrice internationale pour Toni Collette[34]
- Alliance of Women Film Journalists : Performance la plus courageuse pour Toni Collette[35]
- Boston Society of Film Critics : Meilleur nouveau réalisateur pour Ari Aster[36]
- Chicago Film Critics Association Awards : Meilleur film[29]
- Critics' Choice Movie Awards[37] :
  - Meilleure actrice pour Toni Collette
  - Meilleur film d'horreur ou de science-fiction
- Fangoria Chainsaw Awards[31] :
  - Meilleure actrice dans un second rôle pour Milly Shapiro
  - Meilleure musique pour Colin Stetson
- Festival international du film fantastique de Neuchâtel : Meilleur film[38]
- Golden Trailer Awards[39] :
  - Meilleure bande-annonce de film d'horreur
  - Bande-annonce la plus originale
- Gotham Awards[32] :
  - Meilleur nouveau réalisateur pour Ari Aster
  - Prix du public
- Independent Spirit Awards :
  - Meilleure actrice pour Toni Collette
  - Meilleur premier film pour Ari Aster
- Los Angeles Film Critics Association : Meilleure actrice pour Toni Collette[40]
- Washington D.C. Area Film Critics Association Awards[41] :
  - Meilleure actrice pour Toni Collette
  - Meilleure jeune performance pour Milly Shapiro